# Gozmanycomp vulpinus
Gozmanycomp vulpinus är en stekelart som först beskrevs av Szepligeti 1902.  Gozmanycomp vulpinus ingår i släktet Gozmanycomp och familjen bracksteklar. Inga underarter finns listade i Catalogue of Life.